# Karimnagar (distrikt)
Karimnagar (telugu: కరీంనగర్ జిల్లా, urdu: کریم نگر ضلع) er et distrikt i den indiske delstat Telangana. Distriktets hovedstad er Karimnagar. 

## Demografi
Ved folketællingen i 2011 var der 3.811.738 indbyggere i distriktet, mod 3,491,822 i 2001. Den urbane befolkningen udgør 26,08 % af befolkningen.
Børn i alderen 0 til 6 år udgjorde 8,47 % i 2011 mod 13,34 % i 2001. Antallet af piger i den alder pr. tusinde drenge er 937 i 2011 mod 937 i 2001. 

## Inddelinger

### Mandaler
I Telangana er mandal det tredje administrative niveau, under staten og distrikterne. Karimnagar distrikt har 57 mandaler.
| - Bejjanki - Bheemadevarpalle - Boinpalli - Chandurthi - Chigurumamidi - Choppadandi - Dharmaram - Dharmapuri - Eligedu - Elkathurthi - Ellanthakunta - Gambhiraopet - Gangadhara - Gollapally - Husnabad | - Huzurabad - Ibrahimpatnam - Jagtial - Jammikunta - Julapalli - Kalva Srirampur - Kamalapur - Kamanpur - Karimnagar - Kataram - Kathalapur - Kesavapatnam - Kodimial - Koheda | - Konaraopeta - Korutla - Mahadevpur - Malhar - Mallapur - Mallial - Manakondur - Manthani - Medipalli - Metpally - Mustabad - Muttaram-Mahadevpur - Muttaram-Manthani - Odela | - Peddapalli - Pegadapalle - Raikal - Ramadugu - Ramagundam - Saidapur - Sarangapur - Sirsilla - Sultanabad - Thimmapur - Veenavanka - Velgatoor - Vemulawada - Yellareddipet |